# Холм одного дерева (сезон 8)
«Холм одного дерева» (англ. One Tree Hill) — американский телесериал, молодёжная драма. Премьера состоялась 23 сентября 2003 года на телеканале The WB.

## Сюжет
Хейли снова беременна и все радуются за неё. Она идет к Клаю и Квинн сообщить им новость, и находит их там в лужах крови. Виктория подделывает подпись Брук, компания терпит неудачи. Нейтан решает бросить баскетбол из-за ухудшения спины. Клай и Квинн выживают. Брук и Джейми попадают в аварию, но все благополучно завершается. Брук и Джулиан поженились и остались жить в Tree Hill. У Хейли и Нейтана рождается дочка. Милисент работает на телевидении ведущей. Алекс встречается с Чейзом. На месте Риверкорта хотят построить дом, но ребята всячески препятствуют этому, ведь тут выросли: великий баскетболист НБА, замечательный писатель, талантливый дизайнер одежды, продюсер, телеведущий… У Брук складываются хорошие отношения с матерью, она приглашает её в Нью-Йорк снова работать вместе. В последний момент, когда Брук и Джулиан собираются в Нью-Йорк она узнает, что беременна и они решают остаться в Tree Hill. Брук и Хейли совместно открывают кафетерий, где раньше работала Карен.

## В ролях
- Джеймс Лафферти в роли Нейтана Скотта
- Бетани Джой Галеоти в роли Хэйли Джеймс Скотт
- София Буш в роли Брук Дэвис
- Остин Николс в роли Джулиана Бэйкера
- Роберт Бакли в роли Клэйтона Эванса
- Шантель Вансантен в роли Квин Джеймс
- Джексон Брандейдж в роли Джеймса Лукаса Скотта
- Ли Норрис в роли Марвина «Маута» Макфаддена
- Энтуон Таннер в роли Энтвона «Скилза» Тейлора
- Барбара Элин Вудс в роли Дэб Скотт
- Лиза Голдштейн в роли Милисент Хакстэйбл

## Приглашённые звёзды
- Пол Йоханссон — Дэн Скотт
- Кейт Вогель — Миа Каталано
- Стивен Коллетти — Чейз Адамс
- Дафна Зунига — Виктория Дэвис
- Лора Айзибор — Эйрин
- Аманда Шулл — Кэти Райан / Сара Эванс
- Шэрон Лоуренс — Сильвия Бэйкер
- Кид Кади — Играет самого себя

## Описание эпизодов
| Эпизод | Название                                                                                        | Дата выхода в эфир | Режиссёр             | Сценаристы                  |
| --- | ----------------------------------------------------------------------------------------------- | ------------------ | -------------------- | --------------------------- |
| |                                                                                                 |                    |                      |                             |
| 8x01 | Asleep At Heaven’s Gate / Задремать у Райских ворот                                             | 14 сентября 2010   | Марк Швон            | Марк Швон                   |
| Хейли снова беременна. Брук попадает в тюрьму за махинации в компании. Хейли и Нейтан не знают, как объяснить Джейми откуда берутся дети. Клею снится сон, что в него и Квин кто-то стрелял. |                                                                                                 |                    |                      |                             |
| |                                                                                                 |                    |                      |                             |
| 8x02 | I Can’t See You, But I Know You’re There / Хоть я тебя и не вижу, но знаю, что ты рядом         | 21 сентября 2010   | Джо Давола           | Марк Швон                   |
| Алекс делает успехи в качестве бармена, а Мия возвращается к Чейзу. Джейми проводит время с Джулианом, в то время, как Клэй и Куинн лежат в коме в больнице. Хейли пытается справиться с тем, что случилось, а Нейтан решает остаться в Три Хилл подольше, чтобы помочь ей. Между тем, Брук пытается найти способ, как не попасть в тюрьму из-за действий Виктории. |                                                                                                 |                    |                      |                             |
| |                                                                                                 |                    |                      |                             |
| 8x03 | The Space In Between / Пропасть между нами                                                      | 28 сентября 2010   | Грег Пранж           | Марк Швон                   |
| Клэй выживает за счёт удачной трансплантации почки Уилла. А тем временем Брук разбирается с прессой и с Викторией и Миллисент, из-за которых она может попасть в тюрьму. |                                                                                                 |                    |                      |                             |
| |                                                                                                 |                    |                      |                             |
| 8x04 | We All Fall Down / Мы все терпим неудачи                                                        | 5 октября 2010     | Питер Б. Ковальски   | Уильям Х. Браун             |
| Брук и Нейтан принимают важный решения, касающиеся их карьеры. Брук решает продать компанию, чтобы выплатить вкладчикам все их вложения, а тем временем Нейтан решает остаться в Три Хилл из-за проблем со спиной. Между тем, Куинн восстанавливается после стрельбы и хочет быть рядом с Клэем. |                                                                                                 |                    |                      |                             |
| |                                                                                                 |                    |                      |                             |
| 8x05 | Nobody Taught Us To Quit / Никто не учил нас отступать                                          | 12 октября 2010    | Джеймс Лафферти      | Марк Швон                   |
| Нейтан решает закончить свою спортивную карьеру. Клея выписывают из больницы. Брук продает свою компанию. Чейз расстается с Алекс. |                                                                                                 |                    |                      |                             |
| |                                                                                                 |                    |                      |                             |
| 8x06 | Not Afraid / Без страха                                                                         | 19 октября 2010    | София Буш            | Джон Норрис                 |
| В Tree Hill время Хэллоуина, и мать Джулиана, Сильвия, приезжает в город, чтобы помочь Брук и Джулиану со свадьбой. Она пытается сделать всё по-своему. Куинн живет в страхе из-за Кэти, которая до сих пор на свободе. Чейз прекращает расстраиваться из-за Мии. Маут устанавливает некоторые границы в его отношениях с Милли. Между тем, Хейли продолжает оказывать помощь ирландской девушке по горячей линии. Эрин выступает в TRIC, и Хейли узнаёт её голос. |                                                                                                 |                    |                      |                             |
| |                                                                                                 |                    |                      |                             |
| 8x07 | Luck Be A Lady / Удача — капризная дама                                                         | 2 ноября 2010      | Лэс Батлер           | Майк Хирро и Дэвид Страусс  |
| По мере приближения свадьбы, Брук пытается наладить отношения с Сильвией, а Джулиан ищет шафера, он устраивает мальчишник. Между тем, Нейтан разбирается в своей новой работе, в то время как Хейли находит Эрин, а Скилз возвращается в город с новым другом, Лукасом Манекеном. |                                                                                                 |                    |                      |                             |
| |                                                                                                 |                    |                      |                             |
| 8x08 | Mouthful Of Diamonds / Рот, полный бриллиантов                                                  | 9 ноября 2010      | Майкл Джей Леоне     | Марк Швон                   |
| Нейтан делает большие успехи в качестве агента, он посещает Атланту, а Хейли утешает Джейми, который расстроен из-за брекетов. Конфликт между Брук и Сильвией заканчивается, а Чейз наконец выбирает между Мией и Алекс. |                                                                                                 |                    |                      |                             |
| |                                                                                                 |                    |                      |                             |
| 8x09 | Between Raising Hell & Amazing Grace / Скандалы и благородство                                  | 16 ноября 2010     | Бэтани Джой Галеотти | Никки Шифэльбэйн            |
| Это день благодарения в Tree Hill. Брук решает попробовать свои силы в приготовлении обеда для Дня Благодарения, но всё выходит не так, как она планировала. В конечном итоге все собираются на ужин у Хейли, где Миа и Алекс ссорятся из-за Чейза. |                                                                                                 |                    |                      |                             |
| |                                                                                                 |                    |                      |                             |
| 8x10 | Lists, Plans / Списки и планы                                                                   | 30 ноября 2010     | Джо Давола           | Джон Ричардсон              |
| Джулиан пытается заставить Брук завершить список мечты, который Миллисент сделала за её спиной, когда у Брук была компания, список включает в себя прыжки с парашютом и марафон о Джеймсе Бонде. Хейли устраивает концерт в TRIC с участием приглашенной звезды Kid Cudi, Эрин открывает концерт, в то время как Миа и Алекс устраивают дружеский конкурс, работая в баре, чтобы выяснить, кто имеет больше поклонников в Tree Hill. Нейтан учится в бизнес-классе в университете, чтобы завершить своё обучение, для того, чтобы стать официальным агентом с Клеем. Джейми помогает отцу. Между тем, Куинн уезжает встретиться с Дэном, чтобы получить помощь в поиске и убийстве Кэти, но по дороге домой передумывает и бросает оружие в реку. Между тем, Кэти возвращается в Tree Hill, узнав, что Куинн и Клей все еще живы. |                                                                                                 |                    |                      |                             |
| |                                                                                                 |                    |                      |                             |
| 8x11 | Darkness On The Edge Of Town / Тьма на окраине города                                           | 7 декабря 2010     | Марк Швон            | Марк Швон                   |
| В Три Хилл бушует ураган и шторм, в это же время Кэти возвращается в город и собирается завершить начатое. Она нападает на Куинн, в результате чего, сама же поплатится. Между тем, Джулиан ссорится с Брук, настаивая на переезд в Лос-Анджелес. Это злит Брук, и она уезжает на машине. Когда Брук достигает моста, она находит автомобиль Лорен, который попал в аварию, вместе с Джейми, Чаком и Мэдисон в ловушке внутри. Брук помогает Чаку, Мэдисон и Лорен и отправляет их за помощью. В то же время, Брук пытается спасти Джейми, который застрял в машине. Проезжающий автомобиль сбивает автомобиль в озеро и Джулиан ныряет за ними. Джулиану удается спасти Джейми и Брук. |                                                                                                 |                    |                      |                             |
| |                                                                                                 |                    |                      |                             |
| 8x12 | The Drinks We Drank Last Night / Напитки, которые мы выпили прошлой ночью                       | 25 января 2011     | Чед Грэйвс           | Шейна Фивелл                |
| После дикой ночи в городе для Брук устраивают девичник, Брук и девушки пытаются собрать воедино прошлую ночь среди обломков на следующий день. Этот эпизод является данью уважения к фильму Похмелье. |                                                                                                 |                    |                      |                             |
| |                                                                                                 |                    |                      |                             |
| 8x13 | The Other Half Of Me / Другая моя половина                                                      | 1 февраля 2011     | Грег Пранж           | Джон А. Норрис              |
| День свадьбы Брук и Джулиана, наконец, прибыл. Алекс и Куинн начинают тратить намного больше времени вместе, поскольку они продолжают делиться своими прошлый опыт с почти умирает. Хейли говорит Джейми, что он собирается есть маленькая сестра. Милли растет ближе ко рту, из-за свадьбы. |                                                                                                 |                    |                      |                             |
| |                                                                                                 |                    |                      |                             |
| 8x14 | Holding Out For A Hero / В поисках героя                                                        | 8 февраля 2011     | Питер Б. Ковальски   | Майк Хирро и Дэвид Страусс  |
| Хейли, Брук и Куинн стать супер-героев в течение дня, чтобы использовать свои таланты на благо. Джулиан берет на работу руководящего и помогает рот, Чейз наставников Чак и Алекс показывает ей неслыханное талант как музыканта. Этот эпизод является данью уважения к Kick-Ass. |                                                                                                 |                    |                      |                             |
| |                                                                                                 |                    |                      |                             |
| 8x15 | Valentine’s Day Is Over / День Святого Валентина окончен                                        | 15 февраля 2011    | Пол Йоханссон        | Марк Швон                   |
| Секс игры, секреты и шнурки все вступают в игру, как пары из Tree Hill отметить День Святого Валентина. |                                                                                                 |                    |                      |                             |
| |                                                                                                 |                    |                      |                             |
| 8x16 | I Think I’m Gonna Like It Here / Думаю, мне это понравится                                      | 22 февраля 2011    | Стивен Голдфрид      | Рейчел Спектер и Одри Вухоп |
| Когда девушки планировать сюрприз душа ребенка для Хейли, ребята участвуют в попытке-аутов для бейсбольной команды Джейми. Между тем, Брук и Джулиан преследовать принятие … а Маут получает Миллисент готовы к её первый день в работе. |                                                                                                 |                    |                      |                             |
| |                                                                                                 |                    |                      |                             |
| 8x17 | The Smoker You Drink, The Player You Get/ Чем больше дыма ты вдыхаешь, тем сильнее втягиваешься | 1 марта 2011       | Лэс Батлер           | Марк Швон                   |
| Как за подходов даты Хейли, она начинает подготовку своих друзей и семью, чтобы убедиться, что они готовы, когда ребенок приходит. Джулиан и Брук подготовиться к их принятия, и Чак выглядит гоняться, чтобы помочь ему с проблемой. |                                                                                                 |                    |                      |                             |
| |                                                                                                 |                    |                      |                             |
| 8x18 | Quiet Little Voices / Тихие маленькие голоса                                                    | 19 апреля 2011     | Остин Николс         | Марк Швон                   |
| Большой день, наконец, прибыл и банды собирает в больнице в ожидании рождения ребенка Нейтана и Хейли. Пока они ждут, они вспоминают о воспоминаниях они поделились на протяжении многих лет. Хейли рожает девочку под названием Лидия Боб Скотт, В то время Брук решает сохранить ребенка. |                                                                                                 |                    |                      |                             |
| |                                                                                                 |                    |                      |                             |
| 8x19 | Where Not to Look for Freedom / Где не искать свободы                                           | 26 апреля 2011     | Джо Давола           | Марк Швон                   |
| Хейли заботится о маленькой дочери Лидии, в это же время Нейтан говорит профессору Келлерману об аварии и обвиняет его. Келлерман не отрицает. Между тем, Куинн организовывает концерт в Трик и Брук получает предложение вернуться в одежду в фирму Clothes Over Bro’s в качестве вице-президента, но придется переехать. Брук и Джулиан решают уехать из Три Хилл в Нью-Йорк. Скилз и Маут помогают Милли придумать историю для неё, чтобы сохранить ривер корт, на месте которого хотят построить жилой комплекс. |                                                                                                 |                    |                      |                             |
| |                                                                                                 |                    |                      |                             |
| 8x20 | The Man Who Sailed Around His Soul / Странник души своей                                        | 3 мая 2011         | Марк Швон            | Марк Швон                   |
| Натан, Джулиан и Клей противостоять Ян Келлерман об аварии. Чейз просит Алекс взять тест на наркотики для него, Куинн получает предложение снимать в Пуэрто-Рико и Брук узнает, что она беременна. Натан обсуждает с Хейли о посещении Дэна. |                                                                                                 |                    |                      |                             |
| |                                                                                                 |                    |                      |                             |
| 8x21 | Flightless Bird, American Mouth / Бескрылая птица                                               | 10 мая 2011        | Грег Пранж           | Марк Швон                   |
| Натан, Джейми, Клей, Джулиан, Чейз и Чак устраивают лагерь на ривер корте. Девушки отдыхают в Пуэрто-Рико и Хейли открывает кафе карен вместо Clothes over Bros. |                                                                                                 |                    |                      |                             |
| |                                                                                                 |                    |                      |                             |
| 8x22 | This is My House, This is My Home / Это — мой дом                                               | 17 мая 2011        | Марк Швон            | Марк Швон                   |
| Хейли и Брук готовятся, чтобы вновь открыть кафе Карен, и Натан и Клей путешествовать в поисках новых клиентов. Алекс и Чак разочарованы отлетом Чейза для ВВС, и Микки Маут и Милли начать своё новое утреннее шоу вместе. Брук родила мальчиков-близнецов, Дэвис и Иуду. Натан также посещает Дан. Джейми ссорится с Мэдисон из-за шнурков, но все будет хорошо. Поверте мне. Ваш Марк Шван. |                                                                                                 |                    |                      |                             |
| |                                                                                                 |                    |                      |                             |